# Ficción náutica
La ficción náutica, con frecuencia también ficción naval, ficción marina, ficción de aventura naval o ficción marítima,[cita requerida] es un género literario con un escenario en o cerca del mar, que se centra en la relación humana con el mar y los viajes por mar y destaca la cultura náutica en estos ambientes. El contexto de la ficción náutica varía enormemente, incluidos buques mercantes, transatlánticos, buques de guerra, buques pesqueros, botes salvavidas, etc., junto con puertos marítimos y pueblos pesqueros. Al describir la ficción náutica, los estudiosos se refieren con mayor frecuencia a novelas, novelette y cuentos, a veces bajo el nombre de novelas marinas o historias marinas. Estas obras a veces se adaptan para el teatro, el cine y la televisión.
El desarrollo de la ficción náutica sigue con el desarrollo de la novela en idioma inglés y, aunque la tradición es principalmente británica y norteamericana, también hay obras significativas de literatura en Japón, Francia, Escandinavia y otras tradiciones occidentales. Aunque el tratamiento de temas y entornos relacionados con el mar y la cultura marítima es común a lo largo de la historia de la literatura occidental, la ficción náutica, como género distinto, fue pionera por primera vez por James Fenimore Cooper (The Pilot, 1824) y Frederick Marryat (Frank Mildmay, 1829 y Mr Midshipman Easy, 1836) a principios del siglo XIX. Hubo precursores del siglo XVIII y anteriores que tienen contextos náuticas, pero pocos están tan ricamente desarrollados como trabajos posteriores en este género. El género ha evolucionado para incluir obras literarias notables como Moby Dick (1851) de Herman Melville, Lord Jim de Joseph Conrad (1899–1900), ficción popular como la serie Hornblower de C.S. Forester (1937–67), y obras que separan la brecha entre ficción popular y literaria, como la serie Aubrey-Maturin de Patrick O'Brian (1970–2004).
Debido al dominio histórico de la cultura náutica por parte de los hombres, generalmente son los personajes centrales, a excepción de las obras que presentan barcos que transportan mujeres. Por esta razón, la ficción náutica a menudo se comercializa para los hombres. La ficción náutica generalmente incluye temas distintivos, como un enfoque en la masculinidad y el heroísmo, investigaciones de jerarquías sociales y las luchas psicológicas del individuo en el ambiente hostil del mar. Estilísticamente, los lectores del género esperan un énfasis en la aventura, una representación precisa de la cultura marítima y el uso del lenguaje náutico. Las obras de ficción náutica a menudo incluyen elementos que se superponen con otros géneros, incluida la ficción histórica, aventuras, novela bélica, literatura infantil, fantasía, literatura de viajes (como Robinsonade), novela social y la ficción psicológica.

## Definición

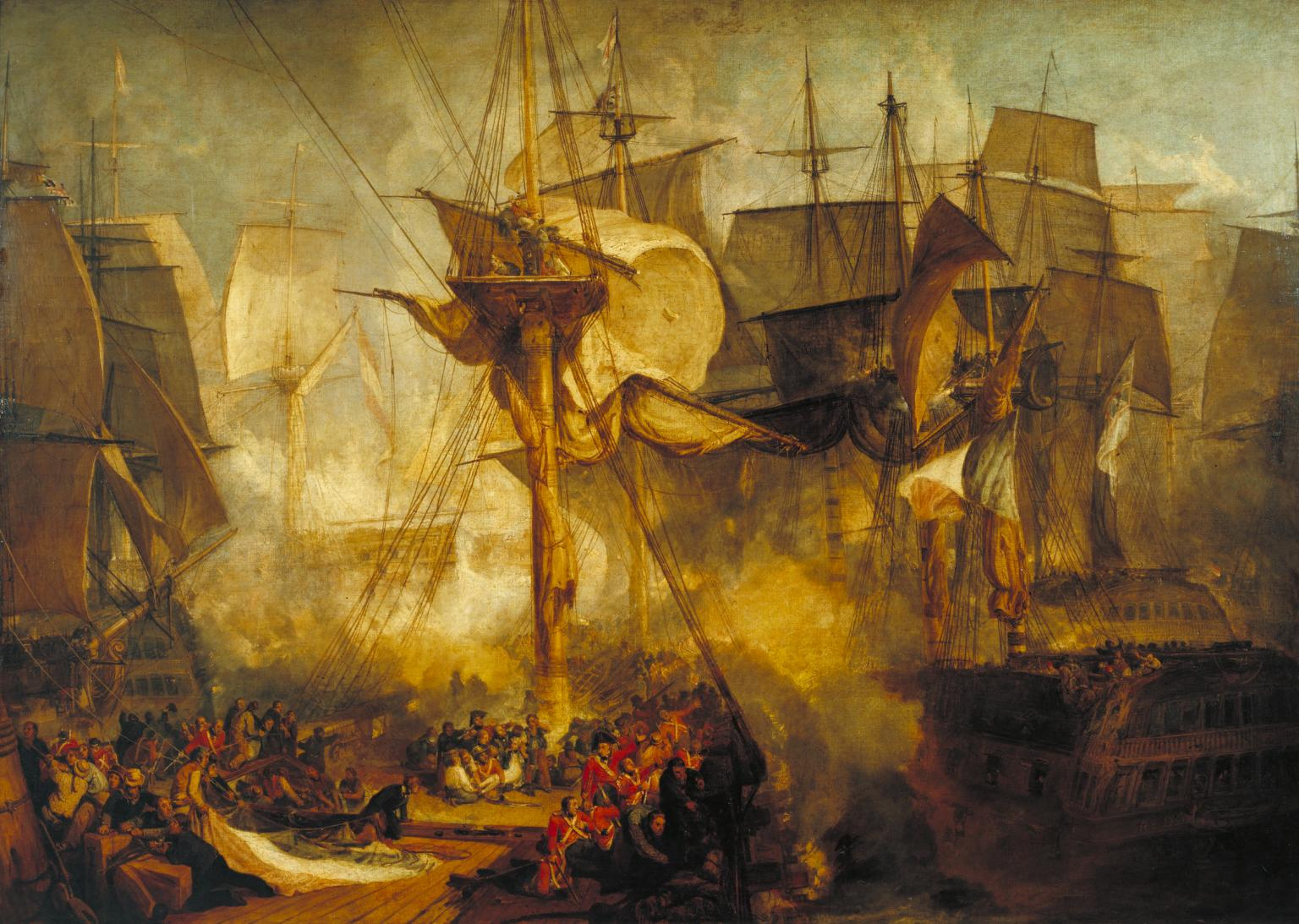
J. M. W. Turner, The Battle of Trafalgar (La batalla de Trafalgar) (circa. 1806). Los paisajes marinos de Turner reflejan la nueva actitud del movimiento romántico hacia el mar

Lo que constituye ficción náutica o ficción marina, sus novelas navales, náuticas o marinas constituyentes, depende en gran medida del foco del comentador. Convencionalmente, la ficción marina abarca novelas en la línea de Marryat, Conrad, Melville, Forester y O'Brian: novelas que se centran principalmente en el mar y sumergen a los personajes en la cultura náutica. Las historias típicas marinas siguen el formato narrativo de "un marinero se embarca en un viaje; durante el curso del viaje es probado - por el mar, por sus colegas o por aquellos que encuentra en otra orilla; la experiencia lo hace o se rompe él".
Algunos estudiosos optaron por ampliar la definición de lo que constituye ficción náutica. Sin embargo, estas son definiciones inconsistentes: algunos como Bernhard Klein, eligen expandir esa definición en una perspectiva temática, él define su colección "Fictions of the Sea" (Ficciones marinas) en torno a una cuestión más amplia de "Britain and the Sea" (Gran Bretaña y el mar) en la literatura, que llega a incluir 16 y 17 instrucciones de literatura marítima, y representaciones ficticias de la náutica que ofrecen una resonancia cultural duradera, por ejemplo El paraíso perdido de Milton y "The Rime of the Ancient Mariner" de Coleridge. Eligiendo no caer en esta amplia definición, pero también optando por incluir más ficción que solo lo que es explícitamente sobre el mar, John Peck opta por una ficción marítima más amplia, que incluye obras como Mansfield Park de Jane Austen (1814) y George Eliot de Daniel Deronda (1876), que representa situaciones culturales dependientes de la economía y cultura marítima, sin explorar explícitamente la experiencia naval. Sin embargo, como señala el crítico Luis Iglasius, cuando defiende la génesis del género de novelas marinas de James Fenimore Cooper, la ampliación de esta definición incluye el trabajo "que tiende a ver el mar desde la perspectiva de la costa", centrándose en el efecto de una náutica cultura en la cultura o sociedad más amplia en tierra o enfocándose en individuos no familiarizados con la vida náutica.
Este artículo se centra en las novelas marinas/náuticas y evita debates temáticos más amplios sobre temas náuticos en la cultura. Al hacerlo, este artículo destaca lo que los críticos describen como la definición más convencional para el género, incluso cuando intentan ampliar su alcance.

## Historia
Las narraciones marinas tienen una larga historia de desarrollo, surgidas de culturas como géneros de aventuras y narrativas de viajes que perfilan el mar y su importancia cultural, por ejemplo, el epopeya de Homero; Odisea, el poema en inglés anglosajón; The Seafarer (El marino), La saga islandesa de Eric el Rojo (c.1220–1280) o las primeras literaturas de viajes europeas como Voyages (1589) de Richard Hakluyt (c. 1552–1616). Luego, durante el siglo XVIII, como señala Bernhard Klein al definir la "ficción marina" para su colección académica sobre ficción marina, las culturas europeas comenzaron a obtener una apreciación del "mar" a través de diferentes lentes temáticos. Primero por las oportunidades económicas que ofrece el mar y luego por la influencia del romanticismo. En 1712, Joseph Addison identificó "el mar como un arquetipo de lo sublime en la naturaleza: 'de todos los objetos que he visto, no hay ninguno que afecte mi imaginación tanto como el mar o el océano'". Más adelante en este siglo, la narrativa poética de Samuel Taylor Coleridge; Rime of the Ancient Mariner (1798), desarrolló la idea del océano como "un reino de naturaleza virgen y un refugio de las amenazas percibidas de la civilización". Sin embargo, es Byron "quien se ha llevado la mayor parte del crédito por inventar el mar del siglo XIX, en Las peregrinaciones de Childe Harold (1812–16):
Hay un placer en el bosque sin caminos,
Hay un éxtasis en la orilla solitaria,
Hay sociedad donde nadie se entromete,
Por el mar profundo y la música en su rugido.